# Johan Hye-Knudsen
Johan August Hye-Knudsen, född 24 maj 1896 i Nyborg, död 28 september 1975 i Hellerup, var en dansk cellist, dirigent och tonsättare.
Hye-Knudsen utbildades vid Det Kongelige Danske Musikkonservatorium, främst i cellospel, blev kapellmästare i Scala-Teatret i Köpenhamn och därefter cellist i Det Kongelige Teater, där han 1925–26 avancerade till andre kapellmästare, men lämnade denna befattning våren 1930. Han var även dirigent i Studenter-Sangforeningen (1927–46) och komponerade en symfoni och några kammarmusikstycken.

## Utmärkelser
- Riddare av Dannebrogorden,  1930[4]
- Dannebrogsmännens hederstecken,  1947[4]
- Kommendör av Dannebrogorden,  1960[4]

[Redigera Wikidata]